# A' Katīgoria 1990-1991
L'edizione 1990-91 della A' Katīgoria fu la 52ª del massimo campionato cipriota; vide la vittoria finale dell'Apollōn Limassol, che conquistò il suo primo titolo.
Capocannoniere del torneo furono Suad Beširević dell'Apollōn Limassol e Panikos Xiourouppas dell'Omonia con 19 reti.

## Formula
Le 14 squadre partecipanti disputarono il campionato incontrandosi in due gironi di andata e ritorno, per un totale di 26 giornate. Venivano assegnati due punti per la vittoria, uno per il pareggio e zero per la sconfitta.
Le squadre che terminavano agli ultimi due posti venivano retrocesse, mentre la terzultima effettuava uno play-out contro la terza della Seconda Divisione, con gara di andata e ritorno.

## Squadre partecipanti
| Club                | Città      | Stadio | Stagione precedente                               |
| ------------------- | ---------- | ------ | ------------------------------------------------- |
| AEL Limassol        | Limassol   |        | 6° in A' Katīgoria                                |
| Alkī Larnaca        | Larnaca    |        | 12° in A' Katīgoria                               |
| Anorthōsis          | Famagosta  |        | 7° in A' Katīgoria                                |
| APEP Pitsilia       | Kyperounta |        | 2° in Seconda Divisione, promosso in A' Katīgoria |
| APOEL               | Nicosia    |        | Campione cipriota                                 |
| Apollōn Limassol    | Limassol   |        | 5° in A' Katīgoria                                |
| APOP Paphou         | Pafo       |        | 11° in A' Katīgoria                               |
| Arīs Limassol       | Limassol   |        | 4° in A' Katīgoria                                |
| EN Paralimni        | Paralimni  |        | 8° in A' Katīgoria                                |
| EPA Larnaca         | Larnaca    |        | 1° in Seconda Divisione, promosso in A' Katīgoria |
| Nea Salamis         | Famagosta  |        | 10° in A' Katīgoria                               |
| Olympiakos Nicosia  | Nicosia    |        | 9° in A' Katīgoria                                |
| Omonia              | Nicosia    |        | 2° in A' Katīgoria                                |
| Pezoporikos Larnaca | Larnaca    |        | 3° in A' Katīgoria                                |

## Classifica finale
|                  | Pos. | Squadra             | Pt | G  | V  | N  | P  | GF | GS | DR  |
| ---------------- | ---- | ------------------- | -- | -- | -- | -- | -- | -- | -- | --- |
| Cipro (bandiera) | 1    | Apollōn Limassol    | 44 | 26 | 19 | 6  | 1  | 60 | 20 | +40 |
|                  | 2    | Anorthōsis          | 41 | 26 | 18 | 5  | 3  | 42 | 14 | +28 |
|                  | 3    | APOEL               | 35 | 26 | 13 | 9  | 4  | 48 | 23 | +25 |
|                  | 4    | Omonia              | 31 | 26 | 12 | 7  | 7  | 41 | 22 | +19 |
|                  | 5    | AEL Limassol        | 28 | 26 | 10 | 8  | 8  | 36 | 36 | +0  |
|                  | 6    | Nea Salamis         | 27 | 26 | 9  | 9  | 8  | 38 | 31 | +7  |
|                  | 7    | Pezoporikos Larnaca | 27 | 26 | 8  | 11 | 7  | 35 | 28 | +7  |
|                  | 8    | Arīs Limassol       | 24 | 26 | 9  | 6  | 11 | 33 | 40 | -7  |
|                  | 9    | Alkī Larnaca        | 24 | 26 | 8  | 8  | 10 | 32 | 40 | -8  |
|                  | 10   | EPA Larnaca         | 24 | 26 | 7  | 10 | 9  | 29 | 37 | -8  |
|                  | 11   | Olympiakos Nicosia  | 23 | 26 | 7  | 9  | 10 | 36 | 37 | -1  |
|                  | 12   | EN Paralimni        | 21 | 26 | 7  | 7  | 12 | 33 | 45 | -12 |
|                  | 13   | APOP Paphou         | 6  | 26 | 1  | 4  | 21 | 20 | 63 | -43 |
|                  | 14   | APEP Pitsilia       | 5  | 26 | 3  | 3  | 20 | 18 | 65 | -47 |

### Verdetti
- Apollon Limassol Campione di Cipro 1990-91.
- APOP Paphos  e APEP Pitsilia retrocesse in Seconda Divisione.
- Coppa dei Campioni 1991-1992: Apollon Limassol qualificato.
- Coppa delle Coppe 1991-1992: Omonia qualificato grazie alla vittoria in Coppa di Cipro 1990-1991.
- Coppa UEFA 1991-1992: Anorthosis qualificato.
- EN Paralimni ai play-out

## Play-out
| Squadra 1    | Totale | Squadra 2       | Andata | Ritorno |
| ------------ | ------ | --------------- | ------ | ------- |
| EN Paralimni | 7 - 1  | Ethnikos Achnas | 4 - 0  | 3 - 1   |

L'EN Paralimni rimane nella massima serie.